# Manfred Fischer (Rennfahrer)
Manfred Fischer (* 7. Januar 1959) ist ein ehemaliger deutscher Motorradrennfahrer.
Heute ist Fischer selbständiger Kaufmann und handelt mit Rennbenzinen und -ölen des Herstellers ELF.

## Statistik

### Erfolge
- 1982 – Deutscher Meister im 350-cm³-Junioren-Pokal
- 1985 – Deutscher 500-cm³-Meister auf Honda
- 1987 – 500-cm³-Europameister auf Honda (4 Podien, 2 Siege)
- 1988 – Deutscher 500-cm³-Meister auf Honda
- 1990 – Sieg beim Großen Preis der DDR in der Superbike-Klasse auf dem Sachsenring

### In der Motorrad-Weltmeisterschaft
| Saison | Klasse  | Motorrad | Rennen | Siege | Podien | Punkte | Ergebnis |
| ------ | ------- | -------- | ------ | ----- | ------ | ------ | -------- |
| 1984   | 500 cm³ | Suzuki   | 3      | –     | –      | 0      | –        |
| 1985   | 500 cm³ | Honda    | 4      | –     | –      | 0      | –        |
| 1986   | 500 cm³ | Honda    | 11     | –     | –      | 0      | –        |
| 1987   | 500 cm³ | Honda    | 8      | –     | –      | 0      | –        |
| 1988   | 500 cm³ | Honda    | 8      | –     | –      | 1      | 37.      |
| Gesamt | Gesamt  | Gesamt   | 34     | 0     | 0      | 1      |          |